# Agusta A129 Mangusta
Agusta A129 Mangusta (svenska: mungo) är en attackhelikopter utvecklad av det italienska företaget Agusta.

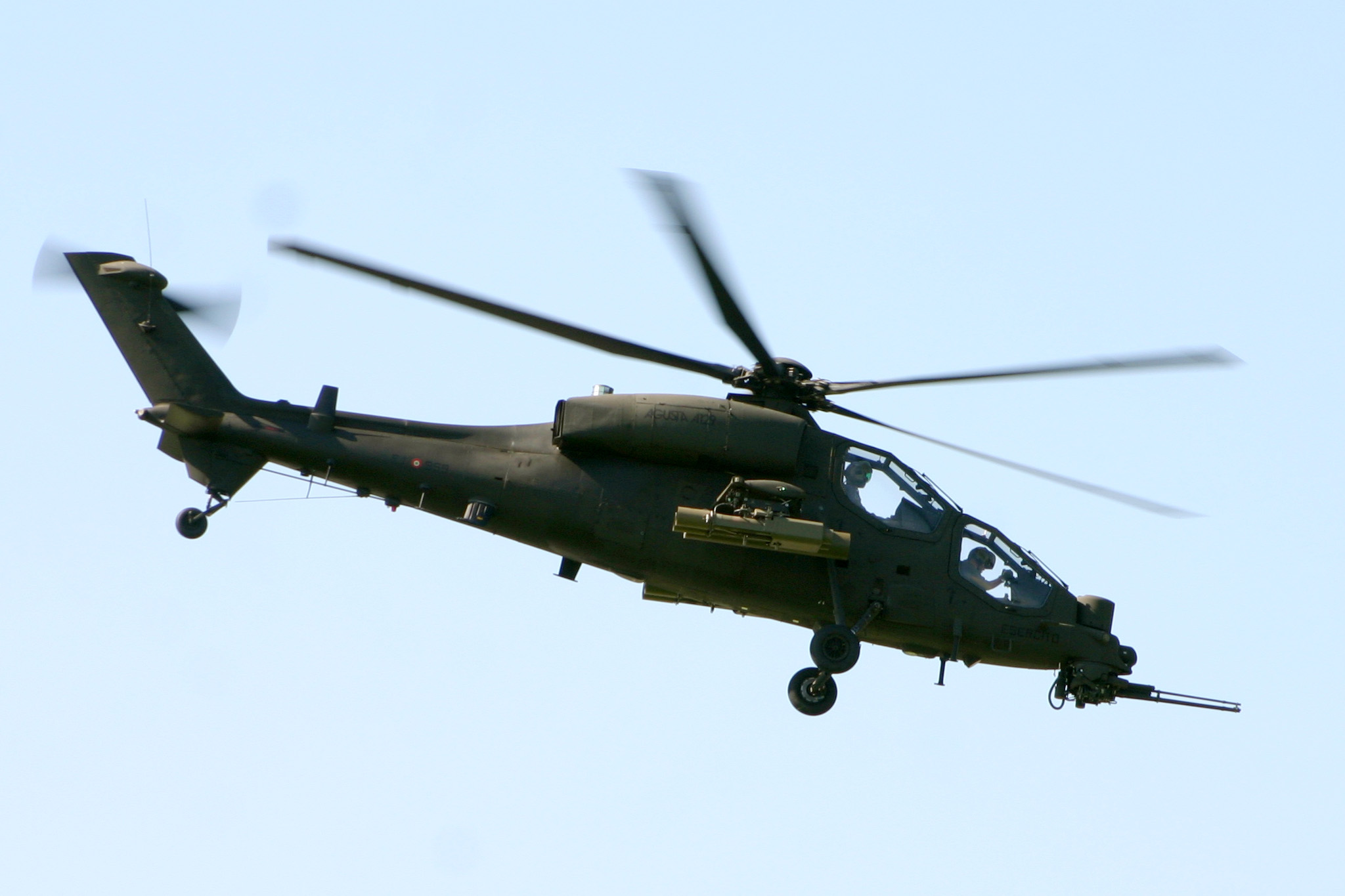
En italiensk A129C.

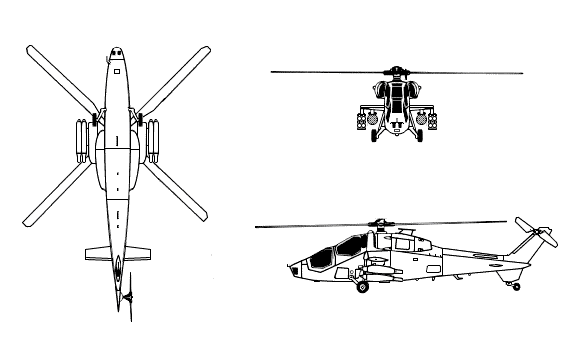
Ritning föreställande den ursprungliga A129.

## Utveckling
Agusta A109 var en lyckad design, men med sitt lastutrymme och relativt svaga motorer var den inte lämplig som renodlad, tungt beväpnad attackhelikopter, även om den ofta bestyckades med pansarvärnsrobotar och annan offensiv beväpning. Därför började Agusta i slutet av 1970-talet att utveckla en attackversion av A109 med vingar med vapenbalkar och utan lastutrymme (på samma sätt som Bell utvecklade AH-1 Cobra ur UH-1 Iroquois). Den första prototypen genomförde sin jungfruflygning 11 september 1983 och serieproduktion av 60 stycken helikoptrar för italienska armén påbörjades i mars 1986.
1986 inleddes också ett samarbete med MBB och Westland Helicopters för att skapa en europeisk attackhelikopter under projektnamnet Tonal. Projektet kollapsade 1990 när Storbritannien och Nederländerna i stället valde att köpa in amerikanska AH-64 Apache.
Italienska armén var länge den enda kunden, men 2007 i leddes ett samarbete med TAI för att producera en förbättrad variant för turkiska armén. Modellen som fått beteckningen T-129 kommer huvudsakligen att tillverkas i Turkiet. En förproduktionsserie om nio helikoptrar tillverkas av Agusta i Italien och kommer att levereras under 2012. Totalt 60 stycken är beställda.

## Användning
Italienska Mangusta-helikoptrar har använts för att understödja Italiens fredsbevarande styrkor i Makedonien, Somalia, Angola och Afghanistan. Enda gången den har använts i strid var 2 juli 1993 under ”slaget om pastafabriken” då en somalisk trupptransportlastbil slogs ut av en TOW-robot från en Mangusta.

## Varianter
- A129 – Ursprunglig version. 60 stycken tillverkade för italienska armén.
- A129C – Uppgraderad version med ny växellåda, fembladig rotor och 20 mm automatkanon. Samtliga A129 uppgraderade efter hand.
- K-129 – Uppgraderad version med kraftigare LHTEC T800-turbiner.
  - AW129 – Nio K-129 tillverkade av Agusta.
  - AW729 – Motsvarande helikopter tillverkad av Turkish Aerospace Industries.

## Användare
- Italiens väpnade styrkor
  -  5:e arméflygregementet Rigel
    - 27:e skvadronen Mercurio
    - 49:e skvadronen Capricorno

  -  7:e arméflygregementet Vega
    - 48:e skvadronen Pavone